# Serie A1 1998 (baseball)
La Serie A1 1998 del Campionato italiano di baseball ha visto la partecipazione di nove squadre (dopo il ritiro della Juventus Torino) e si è articolata su una stagione regolare di 48 partite (3 incontri settimanali, con un'andata e un ritorno), e una fase play-off a cui hanno avuto accesso le prime 4 classificate dopo la stagione regolare, con semifinali e finale al meglio delle sette partite.
Lo scudetto è andato alla Caffè Danesi Nettuno, che si è aggiudicata la finale con la Semenzato Rimini in cinque partite (4-1).
A fine stagione si ritira dalla Serie A1 anche il Milano Baseball 1946, mentre l’Air Dolomiti Ronchi dei Legionari è retrocessa in Serie A2. Sono state promosse in Serie A1 la T&A San Marino e il Collecchio.

## Classifiche finali

### Stagione regolare
| Classifica                        | PCT  |
| --------------------------------- | ---- |
| Caffè Danesi Nettuno              | .667 |
| La Gardenia Grosseto              | .667 |
| Semenzato Rimini                  | .646 |
| CUS Cariparma Parma               | .604 |
| Auriga Caserta                    | .543 |
| G.B. Ricambi Modena               | .458 |
| Mediolanum Baseball 1948          | .396 |
| Italeri Bologna                   | .354 |
| Air Dolomiti Ronchi dei Legionari | .152 |
| Juventus B.C.                     | .000 |

### Semifinali
| Classifica           | PG | PV | PP |
| -------------------- | -- | -- | -- |
| CUS Cariparma Parma  | 7  | 3  | 4  |
| Caffè Danesi Nettuno | 7  | 4  | 3  |

| Classifica           | PG | PV | PP |
| -------------------- | -- | -- | -- |
| Semenzato Rimini     | 5  | 4  | 1  |
| La Gardenia Grosseto | 5  | 1  | 4  |

### Finali scudetto
| Classifica           | PG | PV | PP |
| -------------------- | -- | -- | -- |
| Semenzato Rimini     | 5  | 1  | 4  |
| Caffè Danesi Nettuno | 5  | 4  | 1  |

## Risultati dei play-off
|  | Semifinali | Semifinali           | Semifinali | Semifinali | Semifinali | Semifinali | Semifinali | Semifinali | Semifinali |  |                  | Finale           | Finale           | Finale | Finale | Finale | Finale | Finale | Finale | Finale |
|  |            |                      |            |            |            |            |            |            |            |  |                  |                  |                  |        |        |        |        |        |        |        |
|  | 4          | CUS Cariparma Parma  | 3          | 2          | 19         | 6          | 6          | 6          | 4          |  |                  |                  |                  |        |        |        |        |        |        |        |
|  | 4          | CUS Cariparma Parma  | 3          | 2          | 19         | 6          | 6          | 6          | 4          |  |                  |                  |                  |        |        |        |        |        |        |        |
|  | 1          | Caffè Danesi Nettuno | 6          | 10         | 9          | 2          | 7          | 4          | 7          |  |                  |                  |                  |        |        |        |        |        |        |        |
|  | 1          | Caffè Danesi Nettuno | 6          | 10         | 9          | 2          | 7          | 4          | 7          |  | Semenzato Rimini | Semenzato Rimini | 3                | 11     | 5      | 4      | 1      | -      | -      |        |
|  |            |                      |            |            |            |            |            |            |            |  | Semenzato Rimini | Semenzato Rimini | 3                | 11     | 5      | 4      | 1      | -      | -      |        |
|  |            |                      |            |            |            |            |            |            |            |  |                  | C.Danesi Nettuno | C.Danesi Nettuno | 4      | 16     | 3      | 11     | 2      | -      | -      |
|  | 3          | Semenzato Rimini     | 7          | 10         | 7          | 4          | 14         | -          | -          |  |                  | C.Danesi Nettuno | C.Danesi Nettuno | 4      | 16     | 3      | 11     | 2      | -      | -      |
|  | 3          | Semenzato Rimini     | 7          | 10         | 7          | 4          | 14         | -          | -          |  |                  |                  |                  |        |        |        |        |        |        |        |
|  | 2          | La Gardenia Grosseto | 6          | 5          | 6          | 5          | 11         | -          | -          |  |                  |                  |                  |        |        |        |        |        |        |        |
|  | 2          | La Gardenia Grosseto | 6          | 5          | 6          | 5          | 11         | -          | -          |  |                  |                  |                  |        |        |        |        |        |        |        |